# Spilothyrateles podolicus
Spilothyrateles podolicus är en stekelart som först beskrevs av Heinrich 1936.  Spilothyrateles podolicus ingår i släktet Spilothyrateles och familjen brokparasitsteklar. Inga underarter finns listade i Catalogue of Life.